# François Hébert (écrivain)
Pour les articles homonymes, voir François Hébert et Hébert.
François Hébert, né à Montréal le 23 avril 1946 et mort dans la même ville le 30 mai 2023, est un écrivain québécois.

## Biographie
François Hébert, fils du designer québécois Julien Hébert (1917-1994) et de Louise Monette (1915-1960), fait ses études au Collège Stanislas de Montréal de 1956 à 1965, à l'Université de Montréal de 1965 à 1966, puis à l'Université d'Aix-Marseille où il obtient une maîtrise en littérature française en 1969, et un doctorat de troisième cycle pour ses recherches sur la mort dans les romans d'André Malraux en 1972. Cette année-là, il devient professeur à l'Université de Montréal. Outre l'enseignement des littératures française et québécoise, il y anime des ateliers de création jusqu'en 2006. Durant sa carrière, il a été professeur invité à Middlebury College (États-Unis, 1973), à l'Université de Liège (Belgique, 1984 et 2000), aux universités de Bologne et de Venise (Italie, 1998).
Il a été directeur de la revue Liberté, directeur littéraire aux éditions Quinze, critique littéraire au Jour, au Devoir et à Radio-Canada.
Il a traduit plusieurs textes littéraires, notamment, avec Marie-Andrée Lamontagne, l'essai Morale et Fiction du romancier américain John Gardner. Il a aussi traduit de l'anglais le recueil Quand Dieu voyage de la poète indienne Arundhathi Subramaniam. Il a préparé une édition des Regards et jeux dans l'espace de Saint-Denys Garneau et publié sa correspondance avec Jacques Ferron sous le titre Vous blaguez sûrement...correspondance, 1976-1984 (Lanctôt, 2000).
Ses recherches portent sur la mort et le sacré : foi, mythes, religions, dieux et déesses, rêves, croyances, superstitions... Il rend compte de diverses traces du sacré dans les textes littéraires, en se fondant sur les théories et les méthodes de Caillois, Malraux, Guénon, Eliade, Frye, Girard, Levinas, Derrida... Ses corpus proviennent principalement de la littérature québécoise : Louis Dantin, Saint-Denys Garneau, Rina Lasnier, Gabrielle Roy, Gaston Miron, Gilles Cyr, Jacques Brault, mais aussi des littératures étrangères…
François Hébert est un artiste qui a créé des collages et des assemblages de 1993 à 2023. Il en a exposé quelques-uns en 2011, avec Jacques Brault, sous le titre « L’usure des choses ». Ses artéfacts illustrent des couvertures de livres de Daniel Marcheix et de Benoît Melançon, ainsi que de plusieurs de ses recueils de poèmes. On en trouve également dans l'ouvrage L'abécédaire des demoiselles d’Angrignon (Saint-Lambert, Les heures bleues, 2014). L'exposition « Faut voir : breloques et reliques », présentant 82 collages, s'est tenue à Montréal du 29 novembre au 5 décembre 2023, à l'Atelier Galerie 2112. Un projet de catalogue numérique d'environ 200 collages est en cours.
Il a été marié à Carol Dunlop, avec qui il a eu un fils, Stéphane, né en 1968. Avec Nicole Piché, sa deuxième épouse, il a eu un autre fils, Charles, né en 1983. Puis, en 1991, est né Arthur, fils issu de son union avec Violette Dionne. Plus tard, il a partagé sa vie avec Nathalie Watteyne et sa belle-fille Mathilde.

## Publications

### Livres

#### Essais
- Triptyque de la mort : une lecture des romans de Malraux, Montréal, Presses de l'Université de Montréal, coll. « Lectures », 1978, 246 p.  (ISBN 084050389X)
- Montréal, Seyssel, Champ vallon, coll. « Des villes », no 24, 1989, 103 p.  (ISBN 2876730847)  (ISSN 0760-4572)
- « Vous blaguez sûrement… » : correspondance, 1976-1984, Montréal, Lanctôt, coll. « Cahiers Jacques_ferron », 7, 2000, 154 p. Avec Jacques Ferron. Édition préparée et présentée par François-Simon Labelle.  (ISBN 2-89485-151-0)
- Pour orienter les flèches : notes sur la guerre, la langue et la forêt, Montréal, Trait d’union, coll. « Échappées », 2002, 221 p.  (ISBN 2895880026)
- « Introduction », dans La triste histoire de Li-Hung Fong et autres poèmes de Louis Dantin, Montréal, Les Herbes rouges, coll. « Five o'clock », 17, 2003, 188 p.  (ISBN 2894192215)
- Dans le noir du poème. Les aléas de la transcendance chez quelques poètes québécois, Montréal, Fides, coll. « Nouvelles études québécoises », 2007, 214 p.  (ISBN 978-2-7621-2632-7)
- L’universel Miron, sous la dir. de Jean-Pierre Bertrand et François Hébert, Québec, Nota bene, coll. « Convergences », 36, 2007, 237 p.  (ISBN 978-2-89518-265-8)
- Précarités de Brault, sous la dir. de François Hébert et Nathalie Watteyne, Québec, Nota bene, coll. « Convergences », 31, 2008, 214 p.  (ISBN 978-2-89518-294-8)
- Signé Montréal, Montréal, Pointe-à-Callière. Musée d’archéologie et d’histoire de Montréal, 2010, 159 p. Ill.  (ISBN 978-2-921718-47-9)
- Miron l'égarouillé, Montréal, Hurtubise, coll. « Constantes », 2011, 196 p.  (ISBN 978-2-89647-436-3)

#### Romans et récits
- Holyoke, Montréal, Quinze, coll. « Prose entière », 1979, 300 p.  (ISBN 0885651812)
- Le rendez-vous : roman, Montréal, Quinze, coll. « Prose entière », 1980, 234 p.  (ISBN 2-89026-252-9)
- Histoire de l'impossible pays : nomme Kzergptatl, de son roi Kztatzk premier et dernier et de l'ennemi de celui-ci, le sinistre Hiccope 13, empereur du Hiccopiland : roman, Montréal, Primeur, coll. « L'échiquier», 1984.  (ISBN 9782892860283)
- De Mumbai à Madurai : l'énigme de l'arrivée et de l'après-midi : récit, Montréal, XYZ, coll. « Romanichels », 2013, 127 p. Ill.  (ISBN 978-2-89261-755-9)
- Miniatures indiennes : roman, Montréal, Leméac, 2019, 174 p. Ill.  (ISBN 978-2-7609-4816-7)
- Frank va parler : roman, Montréal, Leméac, 2023, 203 p. Ill.  (ISBN 978-2-7609-4923-2)

#### Poésie
- Barbarie, Montréal, Estérel, 1978, 26 p. Avec un frontispice de Roland Giguère.
- Monsieur Itzago Plouffe, Québec, Éditions du Beffroi, 1985, 96 p.  (ISBN 2920449060)
- L'homme aux maringouins, Québec, Éditions du Beffroi, 1986, 130 p.  (ISBN 2920449133)
- Homo plasticus, Québec, Éditions du Beffroi, 1987, 130 p.  (ISBN 2920449214)
- Lac noir, Québec, Éditions du Beffroi, 1990, 63 p. Dessins de Jacques Brault.  (ISBN 2920449400)
- Les pommes les plus hautes, Montréal, L'Hexagone, coll. « Poésie », 1997, 74 p.  (ISBN 2-89006-574-X)
- Comment serrer la main de ce mort-là, Montréal, L'Hexagone, coll. « L’appel des mots », 2007, 72 p.  (ISBN 978-2-89006-789-9)
- Poèmes de cirque et circonstance, Montréal, L'Hexagone, coll. « L’appel des mots », 2009, 89 p.  (ISBN 978-2-89006-820-9)
- L'élan de l'écrevisse, Laval-des-Rapides, Le temps volé, coll. « À l’escole de l’escriptoire », 2010, 56 p. Avec un texte et des dessins de Jacques Brault.  (ISBN 978 2 921856 41 6)
- Toute l'œuvre incomplète, Montréal, L’Hexagone, coll. « Écritures », 2010, 154 p.  (ISBN 978-2-89006-864-3)
- Où aller, Montréal, L'Hexagone, coll. « L’appel des mots », 2013, 89 p.  (ISBN 978-2-89648-044-9)
- Faut-il donc offrir des morts aux fleurs, Laval-des-Rapides, Le temps volé, coll. « À l’escole de l’escriptoire », 2016. Dessins de Jacques Brault.  (ISBN 978 2 921856 62 1)
- Des conditions s’appliquent. Poèmes, Montréal, L'Hexagone, 2019, 75 p.  (ISBN 9782896481118)
- Comment naître, Laval-des-Rapides, Le temps volé, coll. « À l'escoles de l'escriptoire », 2020, 10 f. Avec huit collages de l'auteur.  (ISBN 978 2 921856 74 4)
- Si affinités, Montréal, L’Hexagone, 2023, 112 p.  (ISBN 9782896481637)
- L'élan de l'écrevisse, Laval-des-Rapides, Le temps volé, coll. « À l’escole de l’escriptoire », 2023, 76 p. Quarante-six poèmes et une apostille de François Hébert. Neuf dessins et un hors-d'oeuvre de Jacques Brault. Un hommage de Marc Desjardins, éditeur (ISBN 978 2 921856 77 5)

#### Fables
- Le dernier chant de l'avant-dernier dodo, Québec, Du Roseau, coll. « Garamond », 1986, 147 p. Avec quatorze dessins d’Anne-Marie Samson.  (ISBN 2920083252)

#### Théâtre
- Les Anglais : théâtre, Québec, Éditions du Beffroi, 1987, 166 p.  (ISBN 2920449184)

#### Collages et assemblages
- L'abécédaire des demoiselles d'Angrignon, Saint-Lambert, Les Heures bleues, 2014, 57 p. Textes et collages de l'auteur. (ISBN 978-2-924277-22-5)
- Est-ce qu'on s'égare?, Laval-des-Rapides, Le temps volé, coll. « À l’escole de l’escriptoire », 2019, 59 p. Collages de François Hébert. Textes et lettrines de Jacques Brault. (ISBN 978 2 921856 72 0)

#### Traductions (sélection)
- Gardner, John, Morale et fiction, Montréal, Presses de l’Université de Montréal, coll. « Espace littéraire », 1998, 203 p. Traduction de François Hébert et Marie-Andrée Lamontagne.  (ISBN 2-7606-1713-0)
- Subramaniam, Arundhathi, Quand Dieu voyage, Traduction de François Hébert, 160 p. À paraître.

#### Anthologies
- Vaisseau d’or et croix du chemin. 1895-1935, Montréal, La Presse, 1979, xv/498 p. Troisième volume de l’Anthologie de la littérature québécoise. Avec Gilles Marcotte.  (ISBN 2-89006-433-6)
- J’partirai. 100 poèmes québécois sur la mort choisis et présentés par François Hébert, Montréal, Éditions du passage, coll. « Les derniers mots », 2009, 240 p. Ill.  (ISBN 978-2-922892-38-3)

### Articles ou parties de livres (sélection)
- « La Bible de Thurso », Liberté, no 152, avril 1984, p. 14-23.  (ISSN 0024-2020). Repris dans Jean-Pierre Augustin et Claude Sorbets (sous la dir. de), La culture du sport au Québec, Talence, Éditions de la Maison des sciences de l’homme d’Aquitaine et Centre d’études canadiennes, coll. « Publications de la MSHA », no 220, 1996, p. 207-213.  (ISBN 2-85892-231-4)
- « Une générosité peu commune », Le Devoir, 20 septembre 1986, p. C2. Sur André Belleau
- « Présentation » [du dossier «André Belleau (1930-1986)»], Liberté, no 169, février 1987, p. 2.  (ISSN 0024-2020)
- « Le chinois, du ping-pong ? », Liberté, no 178, août 1988, p. 115.  (ISSN 0024-2020)
- « Correspondances », Liberté, no 194, avril 1991, p. 95-107. Avec André Belleau, Julio Cortázar  et Ig.
- « Le latin du professeur de latin », Liberté, no 216, décembre 1994, p. 65.  (ISSN 0024-2020)
- « Poèmes », Liberté, no 229, février 1997, p. 52-60.  (ISSN 0024-2020)
- « Qu’est-ce qu’un roman ? », Liberté, no 229, février 1997, p. 135-153.  (ISSN 0024-2020)
- « Magritte et compagnie », Liberté, no 230, avril 1997, p. 127-153.  (ISSN 0024-2020)
- « Les deux nuages », Liberté, no 231, juin 1997, p. 17-41.  (ISSN 0024-2020)
- « L’amicale croisade d’un chroniqueur enragé », Liberté, no 231, juin 1997, p. 202-203.  (ISSN 0024-2020)
- « Le sculpteur Balkenhol et ses copeaux », Liberté, no 232, août 1997, p. 116-117.  (ISSN 0024-2020)
- « Poèmes », Liberté, no 233, octobre 1997, p. 56-63.  (ISSN 0024-2020)
- « Érotique en catastrophe », Liberté, no 233, octobre 1997, p. 169-172.  (ISSN 0024-2020)
- « Dedans la tête que je fais », Liberté, no 236, avril 1998, p. 38-56.  (ISSN 0024-2020)
- « Cyr, Gilles… », Liberté, no 236, avril 1998, p. 157-158.  (ISSN 0024-2020)
- « De quelques monstres sacrés », Liberté, no 237, juin 1998, p. 39-51.  (ISSN 0024-2020)
- « Le peintre Saint-Denys Garneau », Liberté, no 238, août 1998, p. 4-24.  (ISSN 0024-2020)
- « Miron dans ses derniers parages », Liberté, no 240, décembre 1998, p. 86-94.  (ISSN 0024-2020)
- « Poèmes », Liberté, no 241, février 1999, p. 12-17. Avec Violette Dionne.  (ISSN 0024-2020)
- « Qui proquo », Liberté, no 241, février 1999, p. 134-135.  (ISSN 0024-2020)
- « Les nouvelles pétévisées du premier septembre 1993 », Liberté, no 242, avril 1999, p. 85-86.  (ISSN 0024-2020)
- « L'artiste en Brault », Précarités de Brault, Québec, Nota bene, 2008, p. 125-142.  (ISBN 978-2-89518-294-8)
- « Circa 1980 », Liberté, no 285, septembre 2009, p. 86-92.  (ISSN 0024-2020)

## Prix et distinctions
- 1978 - Prix La Presse, Anthologie de la littérature québécoise
- 2003 - Finaliste du prix Spirale Eva-Le-Grand, Pour orienter les flèches
- 2007 - Finaliste du prix Alfred-DesRochers, Comment serrer la main de ce mort-là
- 2007 - Finaliste du prix du Festival international de la poésie de Trois-Rivières, Comment serrer la main de ce mort-là
- 2008 - Finaliste du prix Jean-Éthier-Blais, Dans le noir du poème
- 2009 - Prix de l'Académie littéraire au tournant du XXIe siècle, Poèmes de cirque et circonstance
- 2013 - Prix de l'AITF (Association indienne des professeurs de français), contribution remarquable à la promotion de la littérature québécoise en Inde
- 2020 - Prix Arlette-Cousture, pour Miniatures indiennes[5]
- 2022 - Membre honoraire du Centre de recherche interuniversitaire sur la littérature et la culture au Québec (CRILCQ)